# Heidemarie Reineck
Heidemarie Reineck   (Berlín, 15 de febrer de 1952), de casada Oliwa, és una nedadora alemanya, ja retirada, especialista en estil lliure, que va competir sota bandera de la República Federal Alemanya durant les dècades de 1960 i 1970.
El 1968 va prendre part en els Jocs Olímpics d'Estiu de Ciutat de Mèxic on va disputar quatre proves del programa de natació. Fent equip amb Angelika Kraus, Uta Frommater i Heike Hustede guanyà la medalla de bronze en els 4x100 metres estils, mentre en les altres tres proves quedà eliminada en sèries. Quatre anys més tard, als Jocs de Múnic, va disputar tres proves del programa de natació. Fent equip amb Gudrun Beckmann, Angela Steinbach i Jutta Weber guanyà la medalla de bronze en els 4x100 metres lliures, mentre fent equip amb Gudrun Beckmann, Vreni Eberle i Silke Pielen revalidà la medalla de bronze en els 4x100 metres estils. En els 100 metres lliures fou cinquena.
En el seu palmarès també destaquen les medalles de bronze en els 4x100 metres lliures al Campionat del Món de natació de 1973, en els 4x100 metres estils del Campionat d'Europa de natació de 1970 i a les Universíades de 1973.
A nivell nacional va guanyar set campionats nacionals de la RFA: quatre dels 100 metres lliures (1968 a 1971), dos dels 200 metres lliures (1968 i 1970) i un dels 400 lliures (1968). El 1973 va rebre el Silver Bay Leaf, el premi esportiu més important d'Alemanya.